# سد ماساینگیر
سد ماساینگیر (به لاتین: Massingir Dam) یک سد در موزامبیک است که در Massingir District, Gaza Province واقع شده‌است.